# Lapis niger

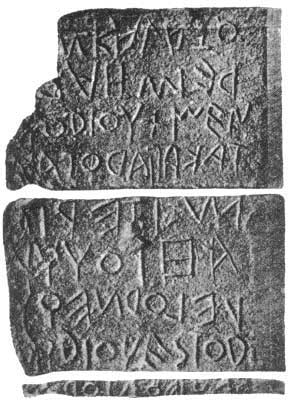
A lapis niger

A lapis niger (vagy Lapis niger, „Fekete kő”) egy a római Forum Romanumon található híres, ókori eredetű kő, rajta a ma ismert legrégibb latin nyelvű felirattal. 

## Jellemzői
A 3×4 m² felületű, szabálytalan négyszög alakú fekete kő Festus szerint Romulus, illetőleg Faustulus sírját jelezte.
A követ 1898 decemberében fedezték fel. Alatta egy U alakú kettős talpazatot találtak és egy, legalább az i. e. 6. századból származó latin feliratos cippust, mely azonban csonka, így értelmét határozottan kivenni nem lehet. 
A Niger lapis közelében két sorban 18 szögletes üreget találtak, melyekben a Doliola nevű helyet sejtik. Pontosan még nem derült ki, de vagy a gallok betörése alkalmával voltak itt elrejtve a város szentségei, vagy sírként szolgáltak. Harmadik magyarázat, hogy Numa Pompilius szent ereklyéi lehettek bennük elásva.